# 1178 Irmela
1178 Irmela là một tiểu hành tinh vành đai chính. Nó được phát hiện bởi Max Wolf ngày 13 tháng 3 năm 1931. Tên ban đầu của nó là 1931 EC. Nó được đặt theo tên Irmela Ruska, wife thuộc Ernst Ruska.